# إيلدر أولسون
إيلدر أولسون (بالإنجليزية: Elder Olson)‏ هو صحفي وشاعر أمريكي، ولد في 9 مارس 1909، وتوفي في 25 يوليو 1992.

## وصلات خارجية
- إيلدر أولسون على موقع الموسوعة البريطانية (الإنجليزية)
- إيلدر أولسون على موقع إن إن دي بي (الإنجليزية)